# Station Farranfore
Station Farranfore is een spoorwegstation in Farranfore in het Ierse graafschap Kerry. Het station ligt aan de lijn Dublin - Tralee. Via Mallow is er een directe aansluiting naar Cork.
Het station in Farranfore ligt direct naast het vliegveld van Kerry.